# Melitaea paludani
Melitaea paludani is een vlinder uit de familie Nymphalidae. De wetenschappelijke naam van de soort is voor het eerst geldig gepubliceerd in 1956 door Clench & Shoumatoff.